# Таль, Иоганн
Иоганн Таль (нем. Johann Thal, лат. Johannes Thalius, 1542—1583) — немецкий врач и ботаник.
В честь учёного назван род водных растений Талия (Thalia), а также один из наиболее известных модельных организмов Резуховидка Таля (Arabidopsis thaliana).

## Биография
Был сыном одного из первых евангелических пасторов и его третьей жены. Пошёл в школу в родном Эрфурте. С 1558 по 1561 год он посещал школу Аббатства Ильфельд, известную школу под руководством Михаэля Неандера. Так как его собственный отец рано умер, Таль почитал Неандера как второго отца. В Илфельде на него произвело большое впечатление разнообразное очарование природы. Он особенно полюбил науку о растениях. В течение двух месяцев он обнаружил 72 вида растений в Илфельде и его окрестностях и создал собственный гербарий. Медицину изучил в Йене.
Работал врачом. Летом 1583 года, направляясь к пациенту, попал на своей повозке в аварию. Три недели спустя скончался.
10 сентября 2017 года в Пезекендорфе ему была открыта мемориальная доска.

## Ботаника
В 1577 году Таль написал труд «Sylva Hercynia: sive catalogus plantarum sponte nascentium in montibus & locis plerisque Hercyniae Sylvae quae respicit Saxoniam», каталог растений Гарца и некоторых прилегающих районов. Эта работа (опубликована посмертно Иоахимом Камериусом Младшим в 1588 году) отличалась от всех подобных книг, написанных ранее, потому что впервые автор не ограничивал себя лекарственными растениями, а пытался описать все растения. За это его называли «отцом флористики». Другие работы Таля утрачены.